# 해남 방춘정
해남 방춘정(海南 芳春亭)은 대한민국 전라남도 해남군 계곡면 방춘리에 있는 조선시대의 건축물이다. 1999년 11월 20일 전라남도의 문화재자료 제209호로 지정되었다.

## 개요
방춘정은 순천 김씨가 학문을 연구하고 제자를 가르치던 정자이다.
건물 내부에서 발견된 기록에 따르면, 조선 고종 8년(1871)에 다시 지은 것이라고 한다.
규모는 앞면 3칸·옆면 2칸이나, 양쪽에 지붕을 덧달고 그 아래로 1칸씩 방을 만들어서 앞면이 5칸 형식으로 되어 있다.
해남 방춘정은 원래 모습을 잘 간직하고 있으며, 옛 격식을 갖추고 있어 귀중한 자료가 되는 건물이다.

## 참고 문헌
- 해남방춘정 - 국가유산청 국가유산포털